# 内牧村 (埼玉県)
内牧村（うちまきむら）は、埼玉県の中東部、南埼玉郡に属していた村。

## 地理
関東平野の中央部に位置する。東部を除く区域は大宮台地の慈恩寺支台（内牧台地）によって構成されており、標高は概ね7メートルから13メートル程度。東部には氾濫平野や後背湿地があり、南部には古墳群が存在する。
- 河川：古利根川、隼人堀川、古隅田川、内牧用水、梅田落
- 池沼：黒沼
- 旧内牧村の地域は2007年現在、春日部市内牧、梅田、梅田本町、南栄町、栄町の地域。
- 1944年（昭和19年当時）粕壁町との合併時は東武伊勢崎線の北春日部駅は存在しなかった。北春日部駅は1966年（昭和41年）に開業。

## 歴史
- 1889年（明治22年）4月1日 町村制施行により、内牧村、梅田村が合併し南埼玉郡内牧村が成立する。村役場を大字内牧に設置する[2]。
- 1944年（昭和19年）4月1日 粕壁町と合併し春日部町となる。地内の大字は春日部町に継承された。
- 1954年（昭和29年）7月1日 春日部町が豊春村、武里村、北葛飾郡幸松村、豊野村と合併し春日部市となる。

## 備考
明治22年以前の地名（小字）は以下の通り
- 梅田村（西前、東前、西、瀬戸田、芝原、立野、東裏、東辰新田、堤際、新田裏、新田、三千界、新田前、沼田）
- 内牧村（深町、南里、戸崎、三千界、天神、塚内、谷向、坊荒句、黒沼、原新田、高野（読みはこうや）、谷新田、吉郎兵衛新田）